# Mr. Rock and Roll
"Mr. Rock and Roll" je pjesma škotske pjevačice Amy Macdonald. Objavljena je kao drugi singl s njenog debitanskog albuma This Is the Life. Digitalni download i CD singl su objavljeni 16. srpnja 2007. godine. Uz ta dva izdanja objavljeno je i vinilno izdanje singla. Pjesmu je napisala Macdonald, a producirao ju je Pete Wilkison. Do danas je pjesma njena najprodavanija pjesma u Ujedinjenom Kraljevstvu. Pjesma je izvođena na olipijskom radiju tijekom 2008. godine.

## Videospot
U spotu za pjesmu "Mr. Rock and Roll", Macdonald svira na svojoj gitari sa svojim sastavom u jednoj bijeloj sobi. Pokazuju se slike jednog muškarca i jedne žene kako šetaju po gradu. U videu se pokazuju u nekim prizorima samo Macdonaldine slike bez animacije. Video je sniman crno-bijelom tehnikom u nekim prizorima (kad se radnja odvija na ulici i kad pokazuje grad), dok je u drugim prizorima slika u boji (kad Macdonald svira na svojoj gitari).

## Popis pjesama
CD singl
1. "Mr Rock and Roll"
2. "Somebody New"

7 inčni singl
1. "Mr Rock and Roll"
2. "What Is Love"

Britanski CD singl
1. "Mr Rock and Roll"
2. "Somebody New"
3. "Let's Start a Band"

Njemački CD singl
1. "Mr Rock and Roll"
2. "A Wish For Something More"
3. "Let's Start a Band"

Digitalni download
1. "Mr Rock & Roll"
2. "Mr Rock & Roll" (akustična verzija)

## Ljestvice
| Ljestvica (2007./2008.) | Najviša pozicija |
| ----------------------- | ---------------- |
| Austrija                | 19               |
| Belgija (Flandrija)     | 4                |
| Belgija (Valonija)      | 7                |
| Nizozemska              | 3                |
| Njemačka                | 21               |
| Norveška                | 20               |
| Švedska                 | 59               |
| Švicarska               | 3                |
| UK                      | 12               |